# 杜承華
杜承華（英文：Huburt Duh，？—2022年3月15日），前香港商法蘭克福展覽有限公司執行董事暨資安人主編，曾任中華民國對外貿易發展協會展覽專員、中華民國展覽暨會議商業同業公會副理事長。
1993年加入法蘭克福展覽公司時，杜承華原本是希望作為該公司的亞洲區品牌代理，但後來法蘭克福展覽公司決定聘其為專業經理人，希望著重其經驗，拓展兩岸三地的市場；後來他也成為廣州國際照明展覽會（當地簡稱「光亞展」）、上海時尚家居生活展迅速提升的要角。
2009年，促成了法蘭克福展覽中心併購紐奧良文化（台北國際安全科技應用博覽會的創始單位）的行動，在台灣成立「法蘭克福新時代傳媒公司」，並擔任媒體品牌《安全與自動化》（A&S）的經營者，同時兼任台北國際安全科技應用博覽會的總策展人。
2022年3月18日，香港商法蘭克福展覽有限公司對外發布訃告，證實他在三天前不幸過世的訊息。

## 資料來源
1. ↑  法蘭克福展覽公司的英文版訃告
2. 1 2 3   (PDF).   [2022-04-04]. （原始内容 (PDF)存档于2022-04-17）.
3. ↑  陳宗慶. . 活動資訊 (工商時報). 2020-08-17: B8  [2022-04-05]. （原始内容存档于2022-04-18）.
4. ↑  羅倩宜. . 熱門話題 (自由時報). 2018-04-02: E06  [2022-04-05].
5. ↑  . 文秘幫. 2019-08-28  [2022-04-05].

## 外部連結
- 台灣會展季刊專訪文字草稿（2012年）
- 台灣服務業聯盟專訪文字稿（2014年） （页面存档备份，存于）